# Monumento al Jíbaro Puertorriqueño
El Monumento al Jíbaro Puertorriqueño, también conocido como Monumento al Jíbaro, es una escultura hecha por Tomás Batista y comisionada por el Gobierno de Puerto Rico en honor a los jíbaros. Está situado en el municipio de Cayey, en la carretera PR-52.